# Незнайомий мій брат
«Незнайомий мій брат» — пісня гурту «Мері» з другого студійного альбому «Війни в прямому ефірі». Пісню було присвячено річниці УПА. Пісню було написано Віктором Винником 2002 року. На той момент окрім «МЕРІ» Віктор перебував ще й у складі гурту «НЕМО», як автор та гітарист.
Вперше пісня «Незнайомий мій брат» була представлена у 2004 на Майдані Незалежності у виконанні гурту «НЕМО». Запис твору збігся зі святкуванням 60-річчя створення Армії УПА, і вважається, що в пісні йдеться саме про це.

## Історія
2003 року Віктор Винник залишив гурт «Немо». А 2010 року «МЕРІ» записали власну версію пісні, яка увійшла до другої студійної платівки гурту «Війни в прямому ефірі». Ідея відзняти відео виникла ще 2010 року, але Віктор Винник вирішив не знімати кліп, оскільки ніяк не вдавалося придумати відповідний сюжет.

Влітку 2013 «МЕРІ» стали учасниками фестивалю «Франкофест», під час якого було відзнято відео виступу гурту перед 50 тисячною аудиторією.
|                 | «Це дуже добре що ми не відзняли це відео раніше, тому що воно повинно бути саме таким як є зараз» |
| — Віктор Винник | |

.
Відео було представлене на сайті YouTube 9 жовтня 2013 року. Оператори: Юрій Цихівський, Тарас Чаповський. Монтаж: Борис Стефанків.